# Mary Daisy Arnold

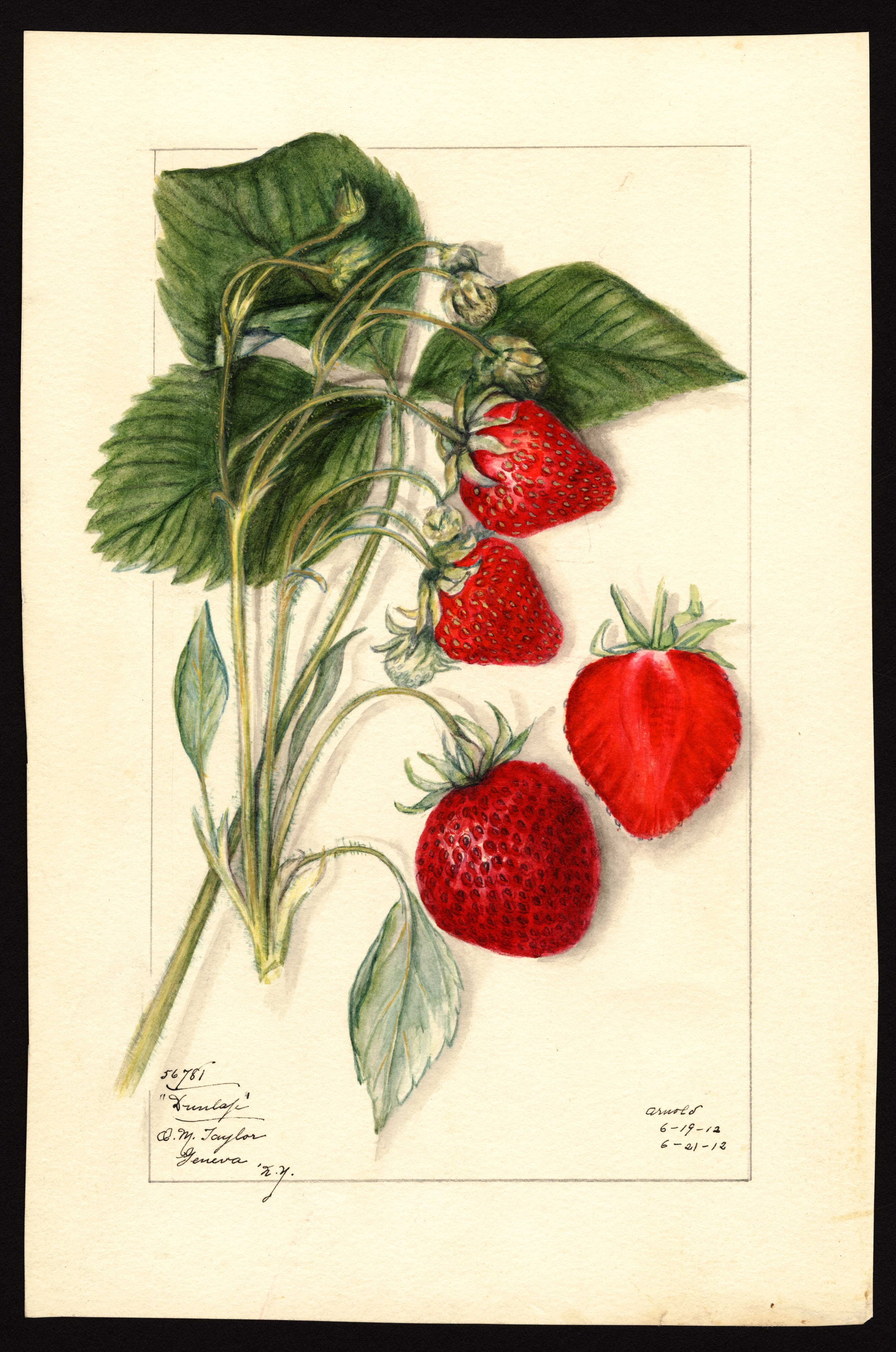
Variedad de fresas Dunlap (especie Fragaria), con ejemplar originario de Ginebra, Nueva York; acuarela de Mary Daisy Arnold, 1912.

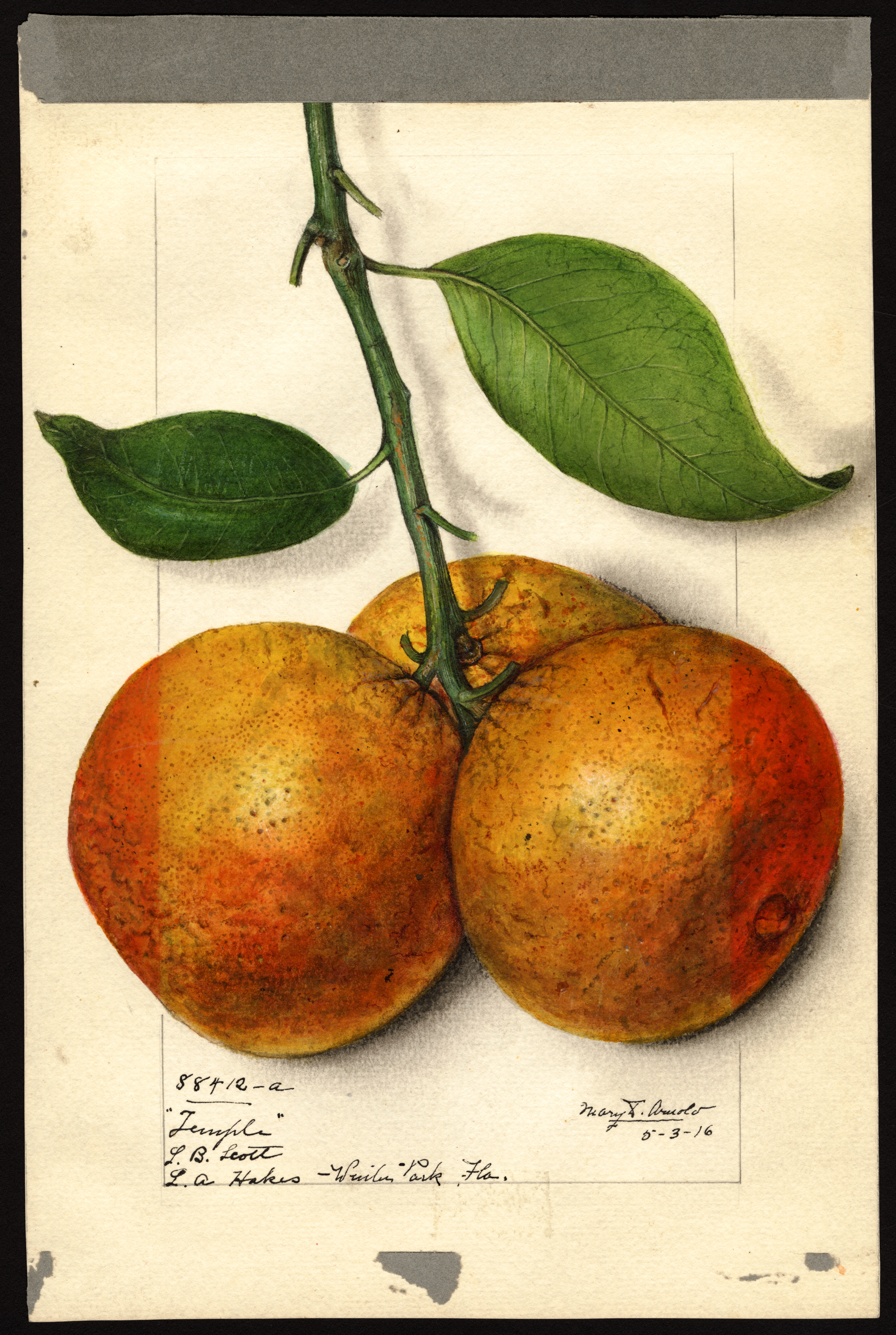
Variedad de naranja Temple (Citrus sinensis), con ejemplar originario de Winter Park, Florida; acuarela de Mary Daisy Arnold, 1915.

Mary Daisy Arnold (Washington D. C., h. 1873-Takoma Park, Maryland; 13 de agosto de 1955) Fue una artista botánica que trabajó para el Departamento de Agricultura de los Estados Unidos (USDA) durante más de treinta y cinco años, pintando acuarelas de una amplia variedad de frutas. Es una de las tres artistas más prolíficas, cuya obra se conserva actualmente en la Colección de Acuarelas Pomológicas del USDA.

## Biografía
Arnold estudió arte en Nueva York y comenzó su larga carrera en el USDA en 1904, formando parte de un selecto grupo de ilustradores que incluía a Deborah Griscom Passmore, Amanda Newton, Elsie Lower Pomeroy, Royal Charles Steadman y J. Marion Shull. Se sabe muy poco más sobre Arnold. En cuanto a su carrera en el USDA, esto podría deberse en parte a que los registros del Centro Nacional de Registros de Personal de San Luis, anteriores a 1921, fueron destruidos.
Las 1060 acuarelas que Arnold pintó para el USDA datan de entre 1908 y 1940. Los temas de Arnold incluían diversas variedades de manzanas, fresas, frutas de hueso, cítricos y otras frutas como higos, papayas y caquis. También realizó trabajos de edición, como el montaje y coloreado de diapositivas para linternas.
Arnold vivía en el área de Washington D. C. Además de su trabajo en el Departamento de Agricultura de Estados Unidos (USDA), pintaba paisajes al óleo.